# 8 × 60 mm S
 (février 2010).
Si vous disposez d'ouvrages ou d'articles de référence ou si vous connaissez des sites web de qualité traitant du thème abordé ici, merci de compléter l'article en donnant les références utiles à sa vérifiabilité et en les liant à la section « Notes et références ».
Le calibre 8 × 60 mm S (« S » pour Spitz, munition pointue) est une cartouche de chasse créée en Allemagne après le Traité de Versailles de 1919 pour les chasseurs allemands.

## Histoire
N'ayant plus droit aux calibres militaires pour chasser (8 x 57 mm IS), la règlementation (traité de Versailles) a été contournée afin de fournir une cartouche de chasse performante aux chasseurs d'Allemagne.
La cartouche a été conçue par le fabricant d'armes Deutsche Waffen und Munitionsfabriken (DWM) en allongeant de 3 mm le 7,92 mm Mauser.

## Description de la cartouche
Cette cartouche mesure 3 mm de plus que la 7,92 x 57 mm ou 8 x 57 mm IS (épaulement plus en avant de 2 mm , plus 1 mm ajouté à la longueur du collet). Le projectile, d'un diamètre de 8,2 mm, est identique à celui du 8 x 57 mm IS. Seule la chambre de l'arme doit être modifiée pour recevoir l'étui légèrement plus long . Cette opération est facilement réalisable sur les Gewehr 98 et les Karabiner 98k en utilisant la fraise de chambre idoine .
L'étui étant quasiment identique, il peut s'acheter directement manufacturé ou on peut le reformer à partir de diverses cartouches comme le 280 rem ou le 7 x 64 mm . Attention néanmoins à l'épaisseur du collet des étuis reformés .
C'est une cartouche dont les qualités balistiques sont quasi identiques à la 8 x 57 mm IS. Puissante sans être trop violente, les sensations qu'elle procure sont proches de cette dernière.
Les outils de rechargement ne sont pas courants (Hornady en fait) mais ceux de 8 x 57 mm IS conviennent parfaitement si on prend la précaution de les remonter sur la presse de 2 mm , soit le décalage de la position de l'épaulement , et qu'on maintient la longueur du collet à ce qu'elle doit être .
Ce calibre était  utilisé en France pour rechambrer des armes de surplus, ce qui permettait de les faire passer de 1re catégorie (vente et détention soumises à autorisation préfectorale) à 5e catégorie (vente avec permis de chasse ou licence de tir).

## Dimensions
Le 8 x 60 mm S a un étui de 4,16 ml de capacité . L'épaulement en pente douce est un signe distinctif de l'époque pendant laquelle la cartouche a été développée. La forme extérieure de l'étui a été conçue pour faciliter la recharge et l'extraction dans les fusils à répétition sous des conditions extrêmes.

## Utilisation actuelle
La plupart des Mauser Gewehr 98 et des Karabiner 98k ont été rechambrés pour ce calibre. D'autres fusils, non basés sur les Mauser, utilisent également cette munition.
Le 8 x 60 mm S offre, comparé au 8 x 57 mm IS, à peu près 1 à 2 % de vitesse de sortie en plus. Ceci est dû à sa capacité en poudre légèrement plus importante, ainsi qu'à une plus haute pression d'utilisation. Il en résulte une trajectoire plus plate et de meilleures performances à longue distance. 
La popularité du 8 x 60 mm S atteignit son point culminant juste après la Première Guerre mondiale et perdura pendant les années 1930 et 1940. Aujourd'hui[Quand ?], cette munition est obsolète. Très peu d'armes, voire aucune, ne sont plus produites pour ce type de munition. Seuls deux grands fabricants (RWS et Prvi Partizan), ainsi que quelques moins importants comme Nolasco et Sologne, continuent à produire cette munition pour la chasse.
Chargée avec des projectiles courts et légers, elle peut être utilisée pour chasser le chevreuil et le chamois. Avec des projectiles longs et lourds, elle peut être utilisée pour le sanglier, le cerf élaphe, l'élan et l'ours brun. Le 8 x 60 mm S offre de bonnes capacités de pénétration grâce à une vitesse de rotation élevée permettant de tirer des projectiles longs et lourds avec une haute densité sectionnelle (rapport entre la masse du projectile et sa section). Mais ceci dépendra du pas de rayure du canon concerné . Le 8 x 60 mm S peut être utilisé dans les pays qui interdisent l'utilisation civile de munitions militaires, anciennes ou actuelles. Le calibre frère du 8 x 60 mm S, le 8 x 60 mm RS (version à bourrelet), n'est pas non plus populaire en Europe Centrale pour les mêmes raisons.
Le 8 x 60 mm S est assez populaire dans des pays européens tels que la France où la possession d'armes de certains calibres militaires comme le 7,92 mm Mauser ou le .308 Winchester (7.62 NATO) était soumise à autorisation de détention (car munitions dites  «de guerre»). Le 8 x 60mm S étant classé en 5e catégorie (munition dite «de chasse») , il n’était pas obligatoire d'effectuer une demande d'autorisation, l'affiliation à un club de tir sportif ou un permis de chasse étant suffisants. Cependant les articles de loi concernant la possession et l'acquisition d'armes à feu ont été modifiés au cours du mois de septembre 2013, le ministère de la Justice et de l'Intérieur ayant pris soin d'entendre la voix de l'UNPACT, groupe de porte-paroles militant en faveur des tireurs sportifs français.

## Source
- Traduction partielle de l’article anglais dans sa version du 21 mai 2010